# Liste der Baudenkmäler im Wuppertaler Wohnquartier Westring
Die Liste der Baudenkmäler im Wuppertaler Wohnquartier Westring enthält die denkmalgeschützten Bauwerke auf dem Gebiet von Wuppertal-Westring in Nordrhein-Westfalen (Stand: November 2011). Diese Baudenkmäler sind in der Denkmalliste der Stadt Wuppertal eingetragen; Grundlage für die Aufnahme ist das Denkmalschutzgesetz Nordrhein-Westfalen (DSchG NRW).

## Auszug aus der Denkmalliste

### Eingetragene Baudenkmäler
| Bild           | Bezeichnung                              | Lage                              | Beschreibung | Bauzeit                | Eingetragen seit  | Denkmal- nummer |
| -------------- | ---------------------------------------- | --------------------------------- | --- | ---------------------- | ----------------- | --------------- |
| weitere Bilder | Wohnhaus                                 | Westring Bolthausen 4 Karte       | Wohnhaus Haus Bolthausen | frühes 17. Jahrhundert | 6. Juli 1987      | 1080 Wikidata   |
| weitere Bilder | Friedhofskapelle                         | Westring Ehrenhainstraße Karte    | | 1931                   | 9. Juli 1992      | 2310            |
| weitere Bilder | Grabmal (Grabstätte Fam. Eduard Frische) | Westring Ehrenhainstraße          | auf dem ev. Friedhof Ehrenhainstraße gelegen                                                                                               |                        | 15. Januar 2007   | 2482            |
| weitere Bilder | Schulgebäude                             | Westring Goerdelerstraße 21 Karte | Städtisches Gymnasium Vohwinkel, eine D-Nummer mit dem Wohnhaus Goerdeler Straße 23. Die Anschrift der Schulverwaltung lautet Nocken 6     | 1922                   | 9. August 1995    | 3722            |
| weitere Bilder | Wohnhaus                                 | Westring Goerdelerstraße 23 Karte | Städtisches Gymnasium Vohwinkel, eine D-Nummer mit dem Schulgebäude Goerdeler Straße 21. Die Anschrift der Schulverwaltung lautet Nocken 6 | 1922                   | 9. August 1995    | 3722            |
| weitere Bilder | Wohnhaus                                 | Westring Kleinbracken 4 Karte     | | vor 1800               | 16. November 1984 | 193             |
| weitere Bilder | Kirche                                   | Westring Ludgerweg 11 Karte       | Kath. Kirche St. Ludger |                        | 22. Juni 2004     | 1233 Wikidata   |